# Perro de aguas de San Juan

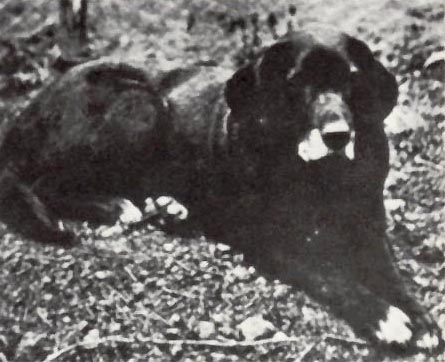
El St. John's water dog fue el origen de las razas de perros cobradores o retriever.

El perro de aguas de San Juan —en inglés: St. John's water dog o St. John’s dog— fue una raza canina natural originaria de la península del Labrador. Se conoce poco de las razas que lo originaron, aunque debió ser una mezcla aleatoria de antiguos perros de trabajo irlandeses, ingleses y portugueses. El número de ejemplares comenzó a declinar en el cambio del siglo XIX al XX. A principios de la década de 1980, la raza se extinguió.

## Apariencia y características
Los perros de San Juan eran de tamaño mediano, fuertes y robustos —se asemejaban más a los labradores ingleses modernos que a los labradores estadounidenses—. Tenían marcas característicamente blancas en el pecho, la barbilla, las patas, y el hocico. Esta coloración se manifiesta en ocasiones en los labradores modernos como una pequeña mancha blanca en el pecho, conocida como «medallón» o como algunos pelos blancos en las patas. Las clásicas marcas tuxedo del perro de San Juan comúnmente se manifiesta en los Labradores mixtos, y son menos común en los labradores puros.
Escritos que datan desde el siglo XVII, mencionan perros negros de tamaño medio y resistentes que acompañaban a los pescadores de Terranova en sus barcos, para recuperar las líneas o redes de pescar, transportándolas de vuelta al barco. Los perros fueron descritos de pelaje corto y grueso, una cola fuertemente construida, de alta resistencia al nadar, y un gran amor por el agua.
En su libro «Excursiones sobre Terranova durante los años 1839 y 1840 Vol. 1», el geólogo Joseph Beete Jukes, describe al perro de aguas de San Juan tanto con perplejidad, como con admiración: «Un perro flaco negro y de pelo corto vino con nosotros en alta mar el otro día. El animal era de una raza muy diferente de lo que entendemos por el término perro de Terranova en Inglaterra. Tenía un hocico estrecho y delgado, una cola larga y delgada y unas, aún más delgadas, pero potentes piernas, con un cuerpo flaco, —el pelo era corto y suave.» escribió Jukes. «Estos son los perros que más abundan en el país... No son en absoluto bien parecidos, pero suelen ser muy inteligentes y más útiles que los demás... He observado que una o dos veces metió la pata en el agua y chapoteó. La pata era blanca, y Harvey dijo que lo hizo en un esfuerzo por atraer a los peces. Todo el proceso me pareció notable, sobre todo cuando dijo que nunca le habían enseñado nada de eso».

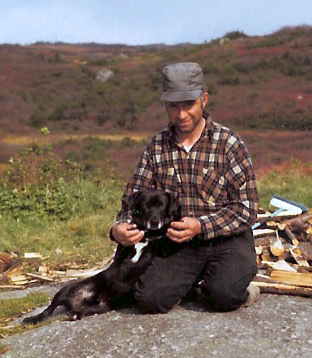
Un pescador con su joven perro de aguas de San Juan, fotografiado en 1971, en La Poile, provincia de Terranova.

## Extinción
El perro de San Juan se extinguió en su tierra natal por la combinación de dos factores:
- En un intento de fomentar la cría de ovejas, Canadá impuso fuertes restricciones e impuestos para la propiedad de un perro durante el siglo XIX.
- Además, su principal destino en el extranjero, el Reino Unido, impuso un riguroso y largo plazo de cuarentena en todos los animales importados, especialmente a los perros (1885), como parte de la erradicación de la rabia.

Sin embargo, tanto en Terranova y las provincias marítimas, todavía hay grandes perros mestizos negros con muchas de las características originales del perro de San Juan.
El sexto duque de Buccleuch consiguió importar unos pocos perros de San Juan entre 1933 - 1934, en Reino Unido, y pudo conservar una versión pura, lo más aproximada, de la raza criolla en los labradores Buccleuch —como los duques hacen hasta el día de hoy—, pero la variedad continuó disminuyendo.
En la década de 1970, el autor canadiense Farley Mowat trató de salvarlo al cruzar al San Juan, llamado «Albert», con una Labrador. Resultaron cuatro cachorros, todos tenían las marcas blancas distintivas de su padre. Dos de los cachorros murieron, y los otros dos fueron regalados. Uno fue dado el primer ministro canadiense Pierre Trudeau, y el otro al primer ministro soviético Alexei Kosygin. En 1970, Farley Mowat apareció en un episodio de la serie de la CBC, Telescope. El episodio incluye a Mowat contando un cuento a su perro, acerca de un joven perro de aguas canadiense.
Los dos últimos perros de San Juan conocidos fueron fotografiados a principios de 1980 —ya viejos—, después de haber sobrevivido en una zona «muy remota», pero ambos eran machos, con lo que el perro de aguas de San Juan llegó a su fin.

## Influencia en otras razas
El perro de aguas de San Juan fue el antepasado de los modernos retrievers, como el Retriever de pelo liso, el Retriever de Chesapeake, el Retriever de Nueva Escocia, el Golden retriever y el Labrador retriever. También fue un antepasado de los grandes perros Terranova, probablemente cruzado con el Rafeiro, que fue traído a la isla por las generaciones de pescadores portugueses que habían estado pescando en alta mar desde el siglo XV.
Durante el siglo XIX y principios del siglo XX, los perros de San Juan fueron exportados desde Terranova a Inglaterra. Ahí, estos perros se cruzaron con otras razas para crear a los retrievers.

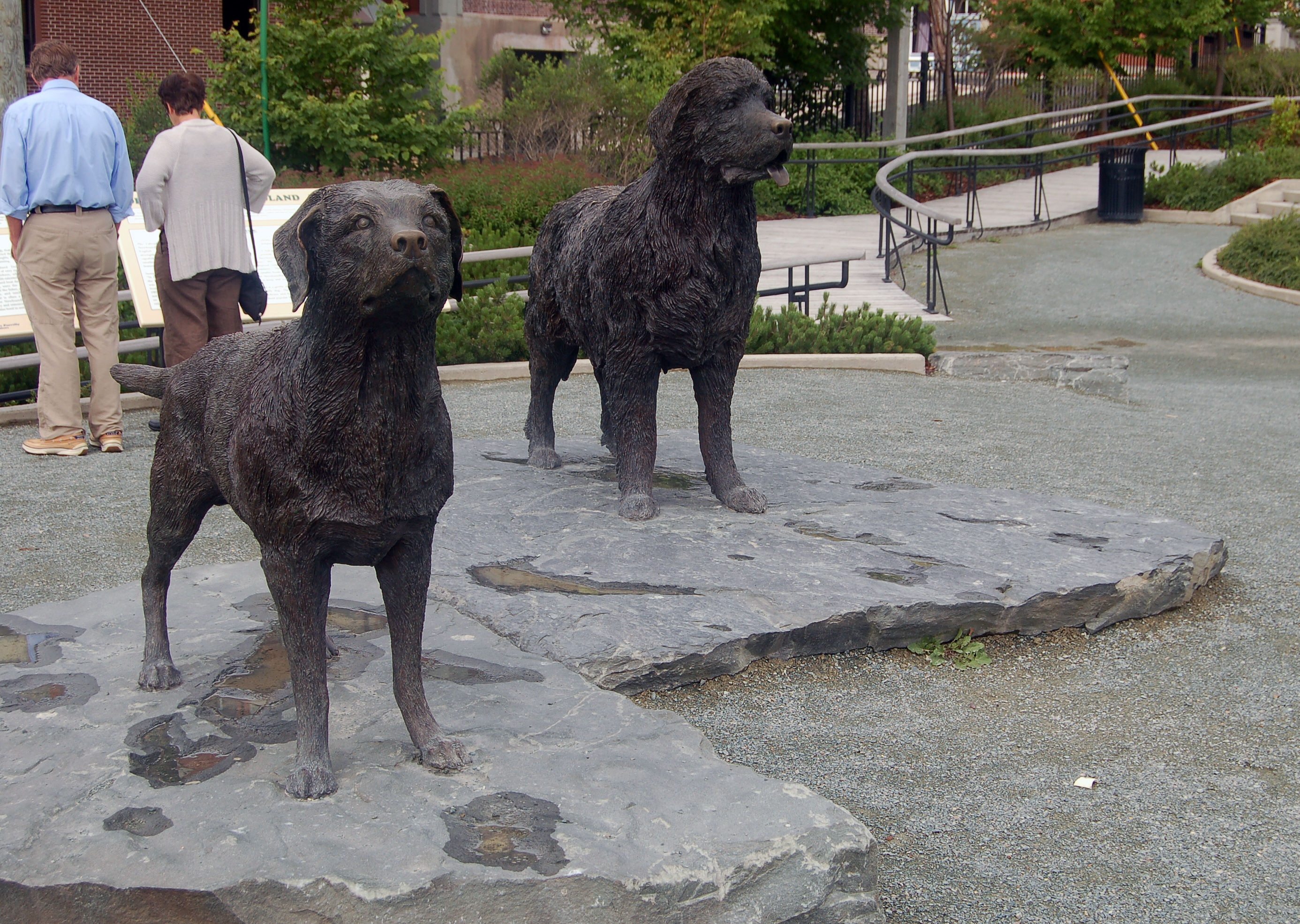
Estatuas de perro de San Juan o Terranova menor (der) y Terranova mayor (izq), en el Parque Harbourside, St. John, Terranova.